# Kamnik
Kamnik (německy Stein in Oberkrain) je město a územně-správní jednotka (občina) ve Slovinsku. Město funguje jako správní, kulturní, hospodářské a vzdělávací centrum. Občina se nachází na severu středního Slovinska. Město dalo název severní části Savinjských Alp, které zde začínají. Je také oblíbené jako výletní destinace z Lublaně. Protéká jím říčka Kamniška Bistrica.

## Historie a současnost
Kamnik patří mezi nejstarší města na území Slovinska. Poprvé se označení Kamnik vyskytlo v jedenáctém století. První písemná zmínka o městě pochází z roku 1229, kdy bylo významným obchodním centrem na cestě mezi Lublaní a Celje. Město patří k nejstarším ve Slovinsku, status města získalo v roce 1267. Ve středověku měl Kamnik vlastní mincovnu a město bylo sídlem i několika aristokratických rodin. Město bylo důležitým mocenským centrem pro bavorská hrabata z Andechsu. Jediným pozůstatkem někdejší přítomnosti bavorské šlechty jsou zříceniny dvou hradů, které se nacházejí na strategických bodech nedaleko centra města. Ve městě byl zbudován také františkánský klášter. Nedaleko města byl v pozdějším období zbudován hrad Zaprice. Většina starého města byla zbudována za dob habsburské monarchie.
Se změnou obchodních tras začalo město v průběhu šestnáctého století ztrácet na významu. Historické centrum města dodnes tvoří řada barokních staveb.[zdroj?] Průmysl se rozvinul na počátku druhé poloviny 19. století; už roku 1857 zde byla zprovozněna cementárna. Tři továrny zpracovávaly dřevo a vyráběly výrobky ze dřeva. V roce 1890 byla postavena železniční trať do Lublaně, což byl nový impuls k průmyslovému rozvoji. Přístup do města z jižní strany nedaleko Malého hradu byl rozšířen (tzv. slovinsky Samčev predor). V roce 1934 bylo město administrativně rozšířeno a nově tak zahrnovalo nově několik okolních bývalých obcí, např. Fužine, Žale a další. Po roce 1990 došlo k ukončení činnosti některých zdejších průmyslových závodů.

## Kultura a kulturní instituce
V Kamniku sídlí galerie, která nese jméno akademického malíře Mihy Maleše (na hlavním náměstí slovinsky Glavni trg).
Na vrcholu Planina v blízkosti města (862 m n. m.) se nachází kostel.
Již zmíněný hrad Zaprice se nachází jihozápadně od středu města a v dnešní době slouží jako muzeum. Kromě toho se blíže k městu nachází pozůstatky tzv. Malého hradu, kde dnes ale stojí hlavně kaple sv. Rocha (Sveti Rok).
V Kamniku se také nachází Arboretum Volčji Potok. Je jedno z mála tohoto typu na území Slovinska. Od svého vzniku již bylo navrženo jako veřejný park.

## Doprava
Kamnik je konečnou stanicí na železniční trati z Lublaně. Na území města se nachází tři stanice; Kamnik, Kamnik-Mesto a Kamnik-Graben.

## Známé osobnosti
Mezi čestné občany města patří Rudolf Maister, Oton Župančič, Josip Nikolaj Sadnikar, Josip Broz Tito, Edvard Kardelj, Franc Leskošek či Miha Marinko. Mezi známé rodáky patřil např. France Balantič.